# پرییانوویچی
پرییانوویچی (به صربی: Prijanovići) یک منطقهٔ مسکونی در صربستان است که در Požega واقع شده‌است. پرییانوویچی ۴۴۶ نفر جمعیت دارد.